# ソニック ラッシュ
ソニック ラッシュ(SONIC RUSH)は、2005年11月23日、ニンテンドーDS用ソフトとしてソニックチームの製作でセガより発売されたアクションゲーム。ソニックシリーズがニンテンドーDSに新出した。ソニックアドバンスシリーズ同様、2Dアクションゲームである。アメリカでは同年11月15日、ヨーロッパでは同年11月18日に発売された。
この作品でブレイズ・ザ・キャットとエッグマンネガが初登場したが、1年後に発売された『ソニック・ザ・ヘッジホッグ』が、その話の続きとなっている。
なお、ソニックバトルに収録されているミニゲームに、同名のゲームが存在するが、本作とはまったく関係ない。

## ストーリー
再び悪さを始めたDr.エッグマン。ソニックがいつものようにエッグマンを倒すと、そこにはカオスエメラルドとは違う輝きを持った宝石が落ちていた。ソニックがそれを拾おうとすると、猫の少女が現れ、一瞬早くそれを奪い去っていく。がぜん盛り上がる展開に喜ぶソニックは、さらに冒険を進めることになった。

## ゲームシステム

### ゲーム上のルール
基本的なシステムは、各ゾーンをクリアしていくステージクリア型のアクションゲームであるが、今作にはゾーンマップが存在し、そこから各ゾーンにアクセスできる。エリアマップ上でイベントが発生することもある。ゾーンをクリア、及びイベントを発生させることで、アクセスできるゾーンが増えていく。
各ゾーンにはアクトが2つ存在し、アクト1とアクト2をクリアすると、ボスと戦うことになる。ボスを倒すとそのゾーンはクリアとなる。
プレイヤーキャラクターはソニックとブレイズの2人だが、ブレイズは最初は使えない。ゾーンは全部で7つ存在するが、ソニックとブレイズでは、ゾーンをプレイする順番が異なる。ゾーン7をクリアすると、ファイナルゾーンに行くことができ、（表向きの）ラスボスと戦うことになる。カオスエメラルドを全て集めて、ソニックとブレイズの両方でファイナルゾーンをクリアすると、エクストラゾーンをプレイできる。
一度ゲームをクリアすることで、タイムアタックモードが追加される。

### アクション
ソニックアドバンスシリーズに存在した、アタックボタンによる攻撃が一切排除され、そのかわり、XボタンかYボタンを押す事によって高速移動できる「スーパーブースト」（これはソニックの技名で、ブレイズの場合、名称は「ファイアーブースト」）や多彩なトリックアクションが使えるようになっている。ソニックとブレイズでは、行えるアクションはほとんど同じであるが、性能が微妙に違っている。
今作にはテンションゲージが存在し、敵を倒す、トリックを決める等の行動によりテンションゲージが溜まっていく。テンションゲージを消費することで何時でもブースト状態になれる。テンションゲージがMAXになると、しばらくの間ブーストを使用し放題になる。ブースト中でも、ジャンプやトリック、グラインドは可能である。ブーストには攻撃判定もあるため、ブースト状態を維持し続けることで敵を吹っ飛ばしつつステージを駆け抜けられる。
トリックアクションに関しては、今回はグラインド中でも使用可能になっている。ギミックによるジャンプ中では、Aボタン、Bボタン、Rボタンの組み合わせてトリックを連続で決められるようになっている。

### カオスエメラルド
ソニックでプレイしたときのみ、スペシャルジェネレーターが出現する。これは、各ゾーンのアクト1～2に、それぞれ3つずつ存在し、どれでも良いのでつかまってテンションゲージを一本分消費することでスペシャルステージにアクセスできる。スペシャルステージは、タッチペンによりソニックを操作し、リングを獲得していく。スペシャルステージ中には、敵が出てくることもあるが、敵はタッチペンで触れることで倒せ、リングが貰える。また、トリックボールに触れることでトリックができ、この場合は画面上に現れる数字を順番に触ることでリングが貰える。リングを規定数とることでカオスエメラルドを入手できる。
ソニックアドバンスシリーズに比べ、スペシャルステージの難易度は並である。失敗した場合は、テンションゲージさえあれば直ぐに再チャレンジできる。さらに、一つのスペシャルステージにアクセスできる場所が6つもあるため、カオスエメラルドを集めるのはかなり楽になった。
カオスエメラルドを入手できるのはソニックのみである。ブレイズは、ソルエメラルドを集めることになるが、これはストーリーの進行により自動的に入手されていく。カオスエメラルドを全て集め、ソニックとブレイズでゲームクリアすることで、真のラスボスと戦うことができ、真のエンディングが見られる。

### 対戦
DSワイヤレスプレイとDSダウンロードプレイがある。どちらの場合でも、ゴールまで競走することになる。DSダウンロードプレイは、プレイするまでに時間がかかるが、プレイできる内容に差は無い。ただし、プレイできるステージは、どちらかのプレイヤーがゲームを進めているゾーンまでとなる。キャラクターは2人しかいないが、同じキャラクターを選ぶことはできない。対戦時は、相手プレイヤーが下の画面に表示される。また、対戦時のみのアクションとして、相手に接触しているときにRボタンを押すと押しのけダッシュが使える。

## キャラクター
ここでは、本作におけるキャラクターの特徴を記述する。各キャラクターの詳細な設定などは、個別記事またはソニックシリーズに登場するキャラクターの一覧の項を参照。

### プレイヤーキャラクター
ソニック・ザ・ヘッジホッグ - 声優：金丸淳一
主人公。最初から使用可能。テイルスと一緒に、エッグマン、エッグマンネガを追うことになる。
スピンジャンプ、スピンダッシュといった、お馴染みの技が使える。ブースト状態になるスーパーブーストは、ブレイズよりも速い。トリックアクションは、行動範囲の面ではブレイズよりも劣っている。ジャンプ中にRボタンを押すことで、ジャンプダッシュ、ホーミングアタックが使える。
ブレイズ・ザ・キャット - 声優：高森奈緒
ソニックでゾーン1をクリアすると使用可能になる。異世界からソニック達のいる世界にやってきた。クリームと出会い、（道案内もかねて）共に行動するようになる。
炎を操る能力を持っており、アクセルジャンプ、バーストダッシュといった技が使える。この2つは、ソニックのスピンジャンプ、スピンダッシュと変わらない。ブーストは、ファイアーブーストになるが、ソニックよりも遅い。だが、上向きに軌道修正するトリックアクション、アクセルトルネードは、非常に高く跳べるため、ソニックより行動範囲は広い。ジャンプ中にRボタンを押すことでバーストホバーができる。

### サポートキャラクター
マイルス "テイルス" パウアー - 声優：広橋涼
ソニックでゾーン1をクリアすると、ソニックのサポートキャラクターとして行動を共にすることになる。今作では、サポートに徹する。ゾーンマップ画面では、上の画面でゾーンの説明をしてくれる。ボス戦では、下の画面でソニックを応援してくれる。
クリーム・ザ・ラビット - 声優：あおきさやか
ブレイズでゾーン1をクリアすると、ブレイズのサポートキャラクターとなる。持ち前の性格からブレイズと友達になろうとし、ブレイズもすっかりクリームのマイペースに巻き込まれて行動を共にするようになる。基本的にやることはテイルスと一緒である。

### その他のキャラクター
ナックルズ・ザ・エキドゥナ - 声優：-
イベントにのみ登場。ソルエメラルドを持っているブレイズを怪しみ、攻撃を仕掛けるが、簡単に返り討ちにされてしまうなどコミカルな役割は相変わらず。イベントのみのキャラクターのため、本作では声はない。
エミー・ローズ - 声優：-
イベントにのみ登場。ソニックが謎の少女（ブレイズ）を探していると聞いて、嫉妬心から暴走しかねない勢いであるが最終的にブレイズとも女の子同士として仲良くなった。イベントのみのキャラクターのため、本作では声はない。
ヴァニラ・ザ・ラビット - 声優：-
イベントにのみ登場。クリームが家に連れてきたブレイズのことを紹介され、すぐにクリームの友達であることを受け入れる。クリームの母親であることを納得させられるくらいおっとりした女性である。ソニック達からは、『ママさん』と呼ばれる。
ドクター・エッグマン - 声優：大塚周夫
ソニックを敵視する悪の科学者。エッグマンネガによってブレイズの世界から、ソルエメラルドを奪い、今度こそエッグマンランドを作ろうと企む。そのため、主にソニックではなくブレイズが戦うことになる（ソニックが戦うのはゾーン1のみ）。
エッグマンネガ - 声優：大塚周夫
エッグマンと同一人物としか思えない風貌を持った謎の人物。当初ソニックは、エッグマンが変装してふざけているだけだと思っていたが、後にエッグマンとは別人である事が発覚する。エッグマンと異なり、喋り方は紳士的で丁寧だが目的の為なら人の命を奪うことを厭わないなど、エッグマンより冷徹で狡賢い。主にソニックと戦うことになる。彼の素性や正体については、今作では明確に語られていないが、海外のみ発売されている『ソニック ライバルズ』シリーズや『マリオ&ソニック AT ロンドンオリンピック』にて明かされている。なお、ボイス自体はエッグマンと同じである。

### ボスキャラクター
エッグハンマー・メガ
ゾーン1のボス。
エッグタートル
ゾーン2のボス。
エッグスカラベ
ゾーン3のボス。
エッグライブラ
ゾーン4のボス。
エッグハンマー・フォートレス
ゾーン5のボス。
エッグイーグル
ゾーン6のボス。
ブレイズ(※ソニック)
ゾーン7のボス。
エッグキング
FINALのボス。
エッグサラマンダー
EXTRAのボス。
※ソニックはブレイズ編でボスになる。

## ステージ
各ゾーンには基本的に２つのActとボスステージが存在する。また、ブレイズでプレイする場合はゾーンの順番が変化する。
- ZONE1 リーフストーム（LEAF STORM）
- ZONE2 ウォーターパレス（WATER PALACE）
- ZONE3 ミラージュロード（MIRAGE ROAD）
- ZONE4 ナイトカーニバル（NIGHT CARNIVAL）
- ZONE5 ヒュージクライシス（HUGE CRISIS）
- ZONE6 アルティチュードリミット（ALTITUDE LIMIT）
- ZONE7 デッドライン（DEAD LINE）
- FINAL アンノウン(UNKNOWN)
- EXTRA イクセプション(EXCEPTION)

この他、タイムアタック専用の周回ステージが４つ存在する。